# بيت ابو عسر الأعلى (الرضمة)

تعديل مصدري - تعديل

بيت أبو عسر الأعلى هي إحدى قرى عزلة كحلان بمديرية الرضمة التابعة لمحافظة إب، بلغ تعداد سكانها 89 نسمة حسب تعداد اليمن لعام 2004.